# Kite (canção)
"Kite" é a quinta faixa do álbum de 2000, All That You Can't Leave Behind, da banda de rock irlandesa U2.

## Composição
A ideia para a canção veio de uma pipa – sobrevoando durante um passeio em Killiney Hill, com vista para a Baía de Dublin, na tentativa de levantá-la com suas filhas. O passeio foi prejudicado quando a pipa caiu, e uma das meninas pediu para ir para casa jogar video game. Assim, a canção foi a primeira escrita de Bono com as filhas em mente, ou, mais geralmente, sobre uma pipa como uma metáfora para algo ou alguém que escapasse do controle; a canção, é mais ou menos, sobre a realização de um dia que chegará quando suas filhas "já não vão mais precisar do pai" (Bono).
O guitarrista The Edge, assistiu a escrita da letra, e achava que ela era realmente sobre o lado emocional e reservado do pai de Bono, Bob Hewson, que estava morrendo de câncer na época: "Bono não podia ver, mas eu poderia". Bono lembrou de uma forma semelhante durante a tentativa fracassada de levantar uma pipa durante um passeio em sua própria infância junto a seu pai no Condado de Dublin, no litoral de Skerries ou em Rush. Durante o início de aparições promocionais, Bono enfatizou a canção poderia ser sobre deixar ir de qualquer tipo de relacionamento.
"Kite" foi igualmente sugestivo. A canção começa com loop de sequência que The Edge tinha arranjado. Os versos apresenta The Edge tocando simples repetições de peças de guitarra, enquanto o refrão caracterizado com um lamento de Bono no set, contra as agitadas linhas de guitarra de The Edge. A canção termina com um coda em referência à novas mídias. Em concertos, o coda é por vezes repetidos, com quase todos os instrumentos abandonados; Bono disse mais tarde que o coda foi destinado a identificar a narrativa de "apenas defini-la no tempo, dizendo que é o momento, e então deixá-lo atrás de você".